# Sveta Lucija (Oprtalj)
 Sveta Lucija  (olaszul:  Santa Lucia) falu Horvátországban, Isztria megyében. Közigazgatásilag Oprtaljhoz tartozik.

## Fekvése
Az Isztria középnyugati részén, Pazintól 20 km-re északnyugatra, községközpontjától 1 km-re északra fekszik.

## Története
A falunak 1880-ban 278, 1910-ben 336 lakosa volt. Az első világháború után a rapallói szerződés értelmében Isztria az Olasz Királysághoz került. 1943-ban az olasz kapitulációt követően német megszállás alá került, mely 1945-ig tartott. A második világháború után Jugoszlávia része lett. A település Jugoszlávia felbomlása után 1991-ben a független Horvátország része, majd 1993-ban Oprtalj község része lett. 2011-ben a falunak 44 lakosa volt. Lakói  főként mezőgazdasággal és kisállattartással foglalkoznak.

## Lakosság
| Lakosság változása | Lakosság változása | Lakosság változása | Lakosság változása | Lakosság változása | Lakosság változása | Lakosság változása | Lakosság változása | Lakosság változása | Lakosság változása | Lakosság változása | Lakosság változása | Lakosság változása | Lakosság változása | Lakosság változása | Lakosság változása |
| ------------------ | ------------------ | ------------------ | ------------------ | ------------------ | ------------------ | ------------------ | ------------------ | ------------------ | ------------------ | ------------------ | ------------------ | ------------------ | ------------------ | ------------------ | ------------------ |
| 1857               | 1869               | 1880               | 1890               | 1900               | 1910               | 1921               | 1931               | 1948               | 1953               | 1961               | 1971               | 1981               | 1991               | 2001               | 2011               |
| 0                  | 0                  | 278                | 285                | 306                | 336                | 0                  | 0                  | 288                | 267                | 172                | 94                 | 77                 | 50                 | 41                 | 44                 |

## Nevezetességei
A falu közepén áll Szent Lúcia tiszteletére szentelt temploma, melyet 1605-ben építettek a már 1500-ban említett korábbi templom helyén. A templom egyhajós épület, bejárata előtt loggiával, homlokzata felett kétfülkés nyitott harangtoronnyal, benne egy haranggal. Oltára márványból készült, fából faragott szentségtartóval, oltárképén három női szent, Szent Lúcia, Szent Ágota és Szent Borbála ábrázolásával.